# Nemoria albaria
Nemoria albaria là một loài bướm đêm trong họ Geometridae.